# Авраамий (Часовников)
Архимандрит Авраамий (в миру Василий Васильевич Часовников; 23 марта 1864, станица Потёмкинская — 13 апреля 1918, Пекин, Китай) — российский художник, священнослужитель Русской православной церкви, архимандрит, известный миссионер в составе Русской духовной миссии в Пекине.

## Биография
Родился 23 марта 1864 года в священнической семье, в станице Потёмкинской на Дону. Обучался в окружном училище в Новочеркасске, а позднее — в Московском училище живописи, ваяния и зодчества. В 1882 году представил на ученическую выставку два живописных пейзажа: «На Волге» и «Пустырь». В это же время художник написал цикл работ, навеянных просторами родного Дона.
Продолжил обучение в Петербургской академии художеств, где помимо основного курса, изучал философию, литературу, посещал учрежденные при академии педагогические курсы, по окончании которых получил диплом преподавателя средних учебных заведений. Кроме этого, прослушал полный курс археологического института.
Учившийся вместе с ним Василий Николаевич Бакшеев вспоминал: «Это был исключительно одаренный живописец и рисовальщик. Я отлично помню его работы в фигурном классе. Во время перемены, когда натурщики отдыхали, мы, ученики, часто говорили о назначении живописи, о её задачах. Одни говорили, что в живописи главное — исполнение, чтобы натура была передана верно, правдиво, как в смысле формы, так и света, и цвета; а другие говорили, что это правильно: натуру нужно передать как можно вернее, но это второстепенное, а главное в живописи — идея, мысль, содержание, рассказ в картине. И Часовников всегда горячо высказывался за содержание в картине, за то, чтобы зритель, глядя на картины, морально, нравственно совершенствовался, очищался. В группе учеников, среди которой был Часовников, первый номер всегда доставался ему. Во время перемены В. Г. Перов всегда, идя из натурного класса, заходил к нам и, сидя на табуретке, долго рассматривал работу Часовникова…».
Исаак Ильич Левитан вспоминал: «Он стоит передо мной! Не знаю, как сказать — как живой укор совести. Он как бы прешедшая в него совесть, которая говорит мне, что нашёптывает и природа. Это неразгаданное и грустное, грустное без конца. И как тяжело бывает остаться наедине со своею совестью — так я чувствую себя при воспоминании о Василии Васильевиче…»
В период летних каникул совершал поездки по Донскому краю, где исследовал старинные войсковые архивы, зарисовывал оружие и предметы быта казаков. В один из приездов осуществил путешествие вверх по Дону, в станицу Пятиизбянскую, где его заинтересовала романтическая легенда о замке сестры Стеньки Разина, которая вероятно проживала на месте существующей станицы и содержала шайку разбойников. Художник произвёл тщательные расчёты внутренних сводов жилища, стен и интерьеров, внеся их в свой дорожный альбом. Этнографические сообщения и рисунки Часовникова позднее были опубликованы в ежемесячном историко-литературном иллюстрированном журнале «Дон» (графические произведения — «Вид на Дону», «По разливу», «Старинная триумфальная арка в Новочеркасске», «Старочеркасский собор», «Стоговский хутор»).
Окончил в 1888 году Академию художеств со званием классного художника III степени, получив две Больших серебряных, Малую золотую и Большую золотую медали, а также заслужил право на бесплатную поездку для обучения за границу. Этим правом не воспользовался и возвратился в Новочеркасск, где до 1896 года преподавал черчение и рисование в атаманском техническом училище, а также в четырёхклассном женском училище.
На мучившие его вопросы о смысле жизни пытался найти ответы в учении Л. Н. Толстого, чем привлёк внимание полиции, установившей за художником негласный надзор.
В 1896 году предпринял паломническую поездку по России, посетив несколько православных монастырей. После этой поездки принял решение окончательно оставить светскую жизнь и поступить на миссионерские курсы при Казанской духовной академии.
Летом 1896 года, раздав знакомым коллекцию своих полотен и этюдов, Часовников покинул Новочеркасск и поступил на миссионерские курсы при Казанской духовной академии по монгольскому отделению. В Казанском Преображенском монастыре 15 сентября 1897 года принял пострижение в монашество с именем Авраамий и 10 октября 1897 года был хиротонисан во иеромонаха. В 1898 году окончил миссионерские курсы.
15 (27) июня 1899 года указом Святейшего Синода назначен членом Русской духовной миссии в Пекине с выдачей ему золотого наперсного креста из Кабинета Его Величества.
В 1900 году во время восстания ихэтуаней находился в осаде при русском посольстве и активно помогал гонимым православным китайцам.
В июне 1902 года был возведён в сан архимандрита и назначен наместником Успенского первоклассного монастыря при миссии. В Китае выполнял различные поручения в том числе связанные со строительством храмов.
С 1903 года заведовал благовещенским подворьем Пекинской миссии в Харбине.
С 1905 года находился в Таньцзине, где организовал миссионерский стан.
С 1907 года редактировал журнал «Китайский благовестник». Занимался изучением истории Пекинской духовной миссии.
В 1911 году по состоянию здоровья покинул миссию и выехал в Россию, где с 1913 по 1914 годы занимался обустройством московского подворья Пекинской миссии. В 1913 году ректор Высшего художественного училища при академии художеств Л. Н. Бенуа получил от архимандрита Авраамия «заявление с просьбой разрешить ему заниматься в мастерской профессора архитектуры Преображенского».
Вернувшись в Китай, скончался 13 апреля 1918 года от китайского тифа.

## Семья
- Отец — Василий Часовников, протоиерей.
- Брат — Леонтий Васильевич Часовников (1862—1884). Учился в Новочеркасском духовном училище, а затем в Училище живописи, ваяния и зодчества в Москве и Петербургской академии художеств. Прибыв в короткий отпуск на Дон, скончался 1 января 1884 года в родной станице.